# تاروسوکه شینگاکی
تاروسوکه شینگاکی (انگلیسی: Tarusuke Shingaki؛ زادهٔ ۱۸ ژوئن ۱۹۷۶) صداپیشگی در ژاپن اهل ژاپن است.